# Reprezentacja Kirgistanu na Mistrzostwach Świata w Narciarstwie Klasycznym 2007
Reprezentacja Kirgistanu na Mistrzostwach Świata w Narciarstwie Klasycznym 2007 liczyła 2 sportowców. Najlepszym wynikiem było 44. miejsce Olgi Rieszetkowej w biegu kobiet na 30 km.

## Medale

### Złote medale
Brak

### Srebrne medale
Brak

### Brązowe medale
Brak

## Wyniki

### Biegi narciarskie kobiet
Bieg na 10 km
- Olga Rieszetkowa – 64. miejsce

Bieg na 15 km
- Olga Rieszetkowa – nie ukończyła

Bieg na 30 km
- Olga Rieszetkowa – 44. miejsce